# 쌍용계곡

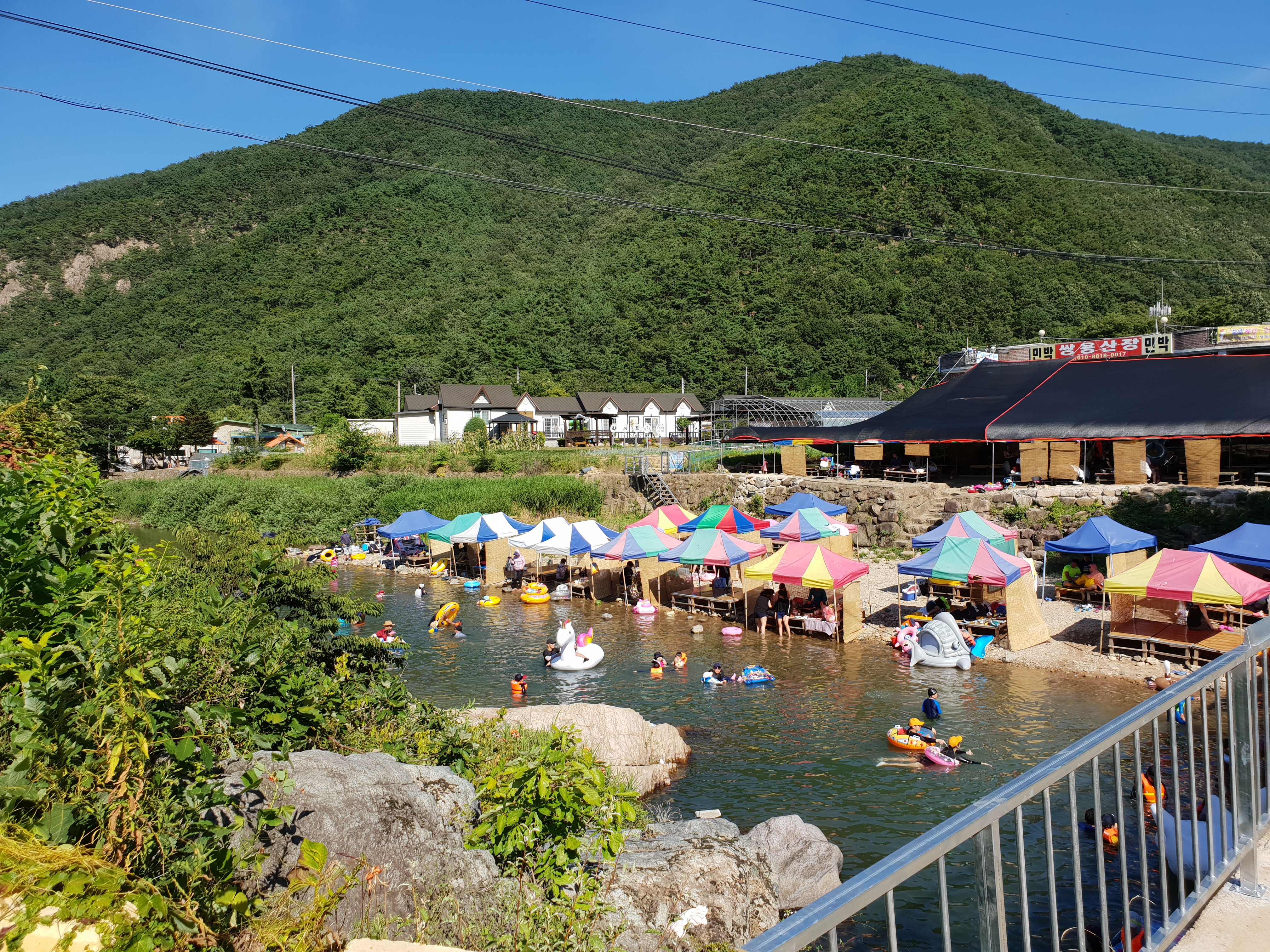
쌍용계곡

쌍용계곡은 경상북도 문경시 농암면에 위치한 계곡이다.
청룡과 황룡이 살던 곳이라고 해서 쌍용계곡이라는 이름으로 불렸다. 쌍용계곡의 물은 영강의 지류로 문경시내를 통과해 상주시 사벌국면에서 낙동강과 합류한다. 계곡주변에 STX리조트와 심원사가 위치해있다.

## 사진

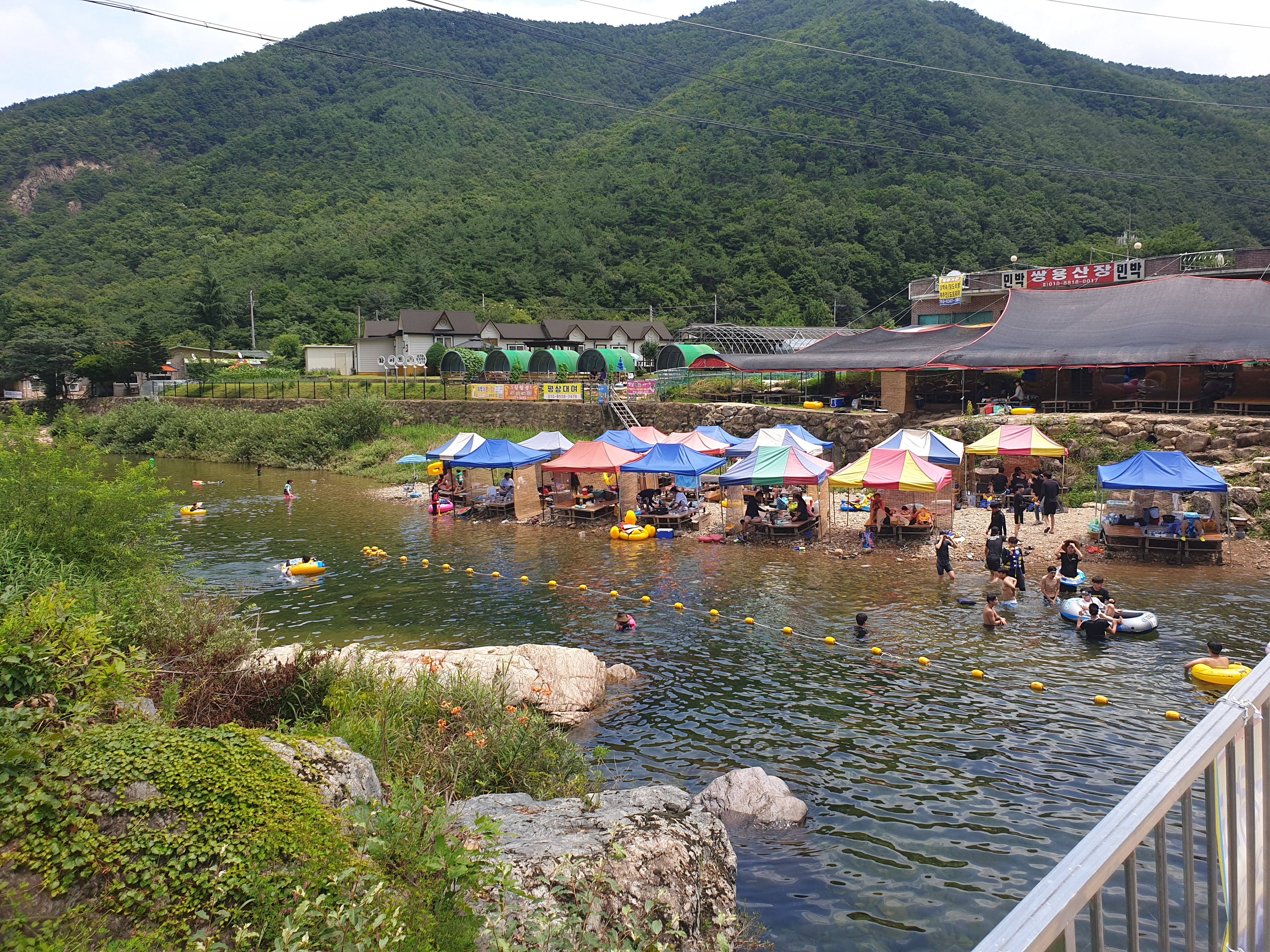
2019년 7월 쌍용계곡